# Gerardo Matos Rodríguez

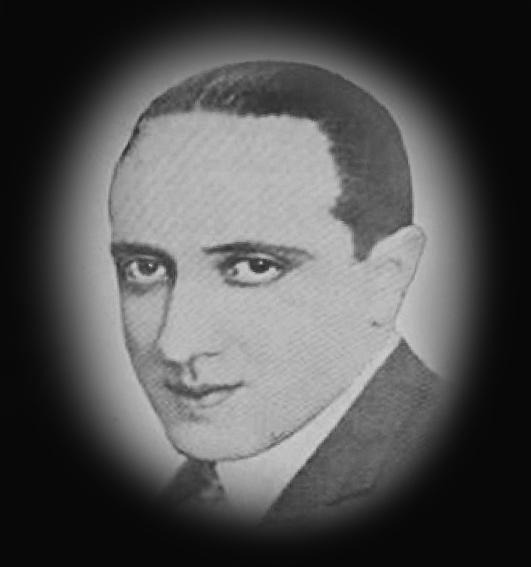
G.M. Rodríguez, ca. 1929

Gerardo Hernán Matos Rodríguez (* 28. März 1897 in Montevideo, Uruguay; † 25. April 1948 ebenda) war ein uruguayischer Pianist, Komponist und Journalist. Bekannt wurde er durch den 1916 von ihm geschriebenen Tango La Cumparsita, den bis heute bekanntesten und meistgespielten Tango aller Zeiten.
Er wuchs als Sohn des Kabarettbesitzers Emilio Matos in Montevideo auf. Ein aufgenommenes Architekturstudium brach er ab. Später unternahm er ausgedehnte Reisen durch Europa und blieb für eine Weile in Paris, arbeitete aber auch als uruguayischer Konsul in Deutschland. 1931 trug er zur Filmmusik von Luces de Buenos Aires bei, der in Joinville-le-Pont (Frankreich) gedreht wurde und in dem Carlos Gardel die Hauptrolle spielte.
Neben La Cumparsita komponierte er unter anderem auch die Tangos Che papusa, oí, Son grupos, Yo tuve una novia, Cuando bronca el temporal, Hablame, Pobre corazón, Haceme caso a mí, Canto por no llorar, Rosa reseca, Botija linda, El pescador, Te fuiste, ¡ja, ja!, Adiós Argentina, Mi provinciana, La milonga azul, Dale celos, Raspail, Mocosita, La muchacha del circo, San Telmo.